# Sabine Heinemann
Sabine Heinemann (* 1971 in Mönchengladbach) ist eine deutsche Romanistikprofessorin, die seit dem Wintersemester 2008 einen Lehrstuhl für französische und italienische Sprachwissenschaft an der Universität Graz innehat.

## Leben
Sabine Heinemann studierte zuerst Biologie in Tübingen, seit 1992 italienische Philologie, Germanistische Linguistik und Kommunikationswissenschaft an der Universität München. Nach einem Promotionsstudiengang von 1996 bis 1999 erhielt sie ein Doktorandenstipendium der italienischen Regierung und des DAAD. Zudem verbrachte sie im Jahre 2002 einen Forschungsaufenthalt an der Universität der italienischen Stadt Udine. In den Jahren 1998 bis 2008 war sie an der Universität Regensburg als wissenschaftliche Assistentin bei Maria Selig und Ingrid Neumann-Holzschuh tätig. Zudem war sie über viele Jahre Studienberaterin für Romanistikstudenten an der Regensburger Universität und Frauenbeauftragte ihrer Fakultät.
Ihre Forschungsschwerpunkte liegen in der Analyse morphologischer Unregelmäßigkeiten und der Koineisierung und der Standardisierung romanischer Einzelsprachen. 